# Fixüléses tízevezős
A fixüléses tízevezős egy speciális evezős hajótípus, balatoni viszonyokra tervezve.
1999 óta eveznek ilyen hajókban a Balatonon. Jellegzetessége a klasszikus versenyhajókkal szemben a széles, robusztus hajótest és a gurulóülések hiánya.

## Adatok
- Hajó hossz:  12,6m
- Szélesség:   250 cm (160 cm villák nélkül)
- Súly:        kb. 200 kg
- Anyag:       epoxi gyanta, üvegszövet, airex hab, szendvics szerkezetű építés
- Sebesség:    kb. 15 km/h
- Legénység:   10+
- Ülésrend:    rögzített padokon 5 sorban, párosával, menetiránynak háttal.
- Lapátok:     karbon váltott evezős (klasszikus hajóknál használt Braca, Croker, Concept)

## Legfőbb verseny
- Fixüléses Országos Bajnokság